# Eretis buamba
Eretis buamba är en fjärilsart som beskrevs av Evans 1937. Eretis buamba ingår i släktet Eretis och familjen tjockhuvuden. Inga underarter finns listade i Catalogue of Life.